# Élection présidentielle américaine de 1864
L'élection présidentielle américaine de 1864 se déroula en pleine guerre de Sécession. Les sept États du Sud qui avaient formé les États confédérés d'Amérique avant l'entrée en fonction d'Abraham Lincoln avaient été rejoints par quatre autres après le déclenchement de la guerre, à la suite de la bataille de Fort Sumter en avril 1861.
Elle se solda assez logiquement par la réélection triomphale du président sortant, Abraham Lincoln, issu du Parti républicain, mais présenté par le Parti de l'union nationale, formé pour l'occasion par les républicains et une partie des démocrates qui le soutenaient dans la conduite de la guerre.

## Désignation des grands électeurs
25 États participèrent à la désignation des grands électeurs. Les 11 États qui avaient fait sécession (Caroline du Sud, Mississippi, Floride, Alabama, Géorgie, Texas, puis Virginie, Arkansas et Caroline du Nord) ne participèrent pas à cette désignation. La Louisiane et le Tennessee cependant, États confédérés alors occupés par l'Union, organisèrent un vote ; mais leurs voix au collège électoral ne furent pas prises en compte. Trois nouveaux États désignèrent des grands électeurs : le Nevada qui venait juste d'être inclus dans l'Union, le Kansas et la Virginie-Occidentale, formée en 1862 par une partie des comtés de l'État de Virginie, restés fidèles aux États-Unis et au gouvernement fédéral.
Au total, 234 grands électeurs furent donc désignés (en excluant les 17 grands électeurs de Louisiane et du Tennessee), mais un électeur du Nevada ne participa pas au vote.

## Investiture des candidats

### Parti de la démocratie radicale
Au début de l'année 1864, la guerre semblait vouloir s'éterniser. Aucun des deux camps ne l'emportait ouvertement, et la compétence de Lincoln comme chef de guerre fut contestée par une partie des républicains, qui, en fait, n'approuvaient pas ses orientations jugées trop modérées et le soupçonnaient d'envisager un compromis avec les confédérés.
Ces républicains radicaux constituèrent le Parti de la démocratie radicale, qui tint sa convention nationale le 31 mai à Cleveland. Ils investirent John Charles Frémont, qui avait été le candidat républicain à la présidence en 1856. Il eut comme colistier John Cochrane, un ancien représentant démocrate de New York.

### Parti de l'union nationale
Les 7 et 8 juin 1864, les républicains restés fidèles à Lincoln et les démocrates qui le soutenaient dans sa politique de guerre se réunirent en convention à Baltimore. Ils changèrent le nom du parti en « Parti de l'union nationale », pour sceller cette alliance.
Lincoln fut réinvesti dès le premier tour de scrutin, avec 506 voix, mais 22 délégués votèrent pour le général Ulysses S. Grant, qui n'était pas candidat, signe que l'inquiétude quant à la conduite de la guerre existait aussi chez les soutiens de Lincoln.
Cette situation précaire expliqua en partie que Lincoln ne se prononça pas sur celui qui devait compléter le « ticket » du Parti de l'union.
Le vice-président sortant, Hannibal Hamlin, se présenta à l'investiture pour un second mandat, mais il était considéré comme trop proche des républicains radicaux, alors encore en état de scission, pour que sa candidature puisse être retenue.
L'avis général était de trouver un candidat issu de la branche du Parti démocrate qui avait rejoint le nouveau parti unioniste. Le mieux placé était sans doute l'ancien sénateur de New York Daniel Dickinson (en), mais sa désignation aurait déséquilibré l'administration, car le secrétaire d'État, William Henry Seward, était lui aussi new-yorkais.
L'accord se fit, au bout du compte, sur le démocrate Andrew Johnson. Ancien gouverneur du Tennessee, il s'était fait connaître en soutenant le petit fermier contre « aristocratie du Sud » liée à l'esclavagisme, et avait été le seul sénateur du sud à refuser la sécession et à continuer de siéger au Congrès après 1862. Depuis mars de cette année, il assumait la fonction de gouverneur militaire du Tennessee.
Bien que très isolé politiquement au sein du parti, Johnson présentait l'image que les unionistes voulaient donner de l'après-guerre, en montrant qu'il y avait des sudistes « loyaux » et que ceux-ci ne seraient pas confondus avec les « rebelles ».

### Parti démocrate
Affaibli par la sécession des États du sud, qui représentaient des bastions électoraux, et par la fusion entre les républicains et sa branche la plus libérale, le Parti démocrate était en mauvaise posture au moment de désigner son candidat.
La convention nationale démocrate se réunit en août, à Chicago. Elle fit un bilan assez critique de la présidence Lincoln, et estima que les conditions posées par le président sortant pour une paix (l'abolition de l'esclavage par les États sécessionnistes) risquaient de prolonger encore une guerre qui, à ce moment-là, ne semblait pas vouloir trouver de vainqueur.
Les démocrates prirent donc le chemin du pacifisme. La convention adopta un programme proposant un cessez-le-feu immédiat et l'ouverture de négociations de paix.
Pour autant, la désignation du candidat à la présidence évita de renforcer encore les rangs du parti de Lincoln. En effet, ce fut George McClellan, major général de l'Union et partisan de la guerre, qui fut désigné comme candidat, à une très large majorité, devançant les pacifistes Charles O'Conor, Horatio Seymour, gouverneur de New York et Thomas H. Seymour, ancien représentant du Connecticut.
Ce fut en revanche un pacifiste convaincu, le représentant de l'Ohio George H. Pendleton, qui fut candidat à la vice-présidence.

## Campagne électorale

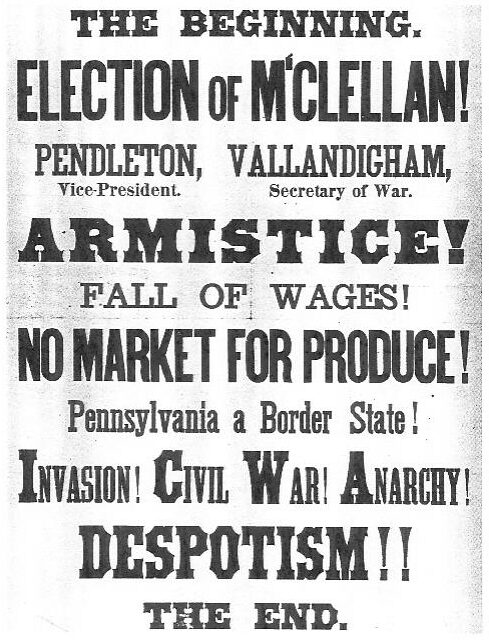
Affiche de campagne négative attaquant le candidat du parti démocrate

Dès le début de la campagne, McClellan indiqua qu'il ne souscrivait pas aux vues pacifistes du programme de son parti. C'était pour lui un moyen de rallier des votes des partisans de la poursuite de la guerre, sans pour autant perdre les voix des démocrates pacifistes, car ceux-ci n'avaient pas d'autre candidat que Pendleton, le colistier de McClellan.
Le tournant de la campagne électorale fut la chute d'Atlanta. Les armées du général Sherman prirent la ville confédérée le 2 septembre, permettant aux armées de Grant de se diriger vers Richmond, la capitale sudiste. Dès lors, la victoire sembla à portée de main, et les républicains menèrent campagne sur le thème « on ne change pas de cheval au milieu du courant ». Ils mirent aussi à profit ces victoires pour caricaturer le pacifisme des démocrates, transformés en traîtres cherchant à préserver l'ennemi alors que celui-ci était prêt à céder.
Lincoln, par ailleurs, mit tout en œuvre pour permettre aux soldats qui combattaient les confédérés de voter, assuré (et les chiffres lui donnèrent raison) que ceux-ci soutiendraient leur « commandant en chef ».
Le retrait de la candidature de Frémont, en septembre, porta un coup fatal aux démocrates. Celui-ci, en effet, rallia tous les républicains radicaux à Lincoln, lui assurant une victoire facile face à un adversaire divisé, discrédité, et surtout en panne d'argument face à un président menant les États-Unis à la victoire.

## Résultats
Lincoln l'emporta assez largement, avec 55 % des voix et un écart d'environ 400 000 voix. Mais, surtout, son adversaire ne fut majoritaire que dans trois États, représentant 21 mandats, ce qui fit l'effet d'un raz-de-marée électoral en faveur du président sortant. En fait, si les démocrates étaient battus, ils n'étaient pas éradiqués et constituaient encore un parti d'opposition à vocation majoritaire.
| Candidats        | Candidats            | Candidats         | Grands électeurs | Vote populaire | Vote populaire |
| À la présidence  | À la vice-présidence | Parti             | Grands électeurs | Voix           | %              |
| ---------------- | -------------------- | ----------------- | ---------------- | -------------- | -------------- |
| Abraham Lincoln  | Andrew Johnson       | Parti républicain | 212              | 2 218 388      | 55,0           |
| George McClellan | George H. Pendleton  | Parti démocrate   | 21               | 1 812 807      | 45,0           |
| Autres candidats |                      |                   |                  | 692            | 0,0            |
| Total            | Total                | Total             | 233              | 4 031 887      | 100,00         |